# Bœsenbiesen
Bœsenbiesen (deutsch Bösenbiesen) ist eine französische Gemeinde mit 320 Einwohnern (Stand 1. Januar 2021) im Département Bas-Rhin in der Region Grand Est (bis 2015 Elsass).

## Geografie
Auf der östlichen Seite verläuft der Canal de la Marne au Rhin.
Das Gemeindegebiet grenzt an Schobsheim im Nordosten, Artolsheim Im Osten und Süden, Hessenheim im Süden, Mussig im Südwesten und Baldenheim im Westen und Nordwesten.

## Weblinks

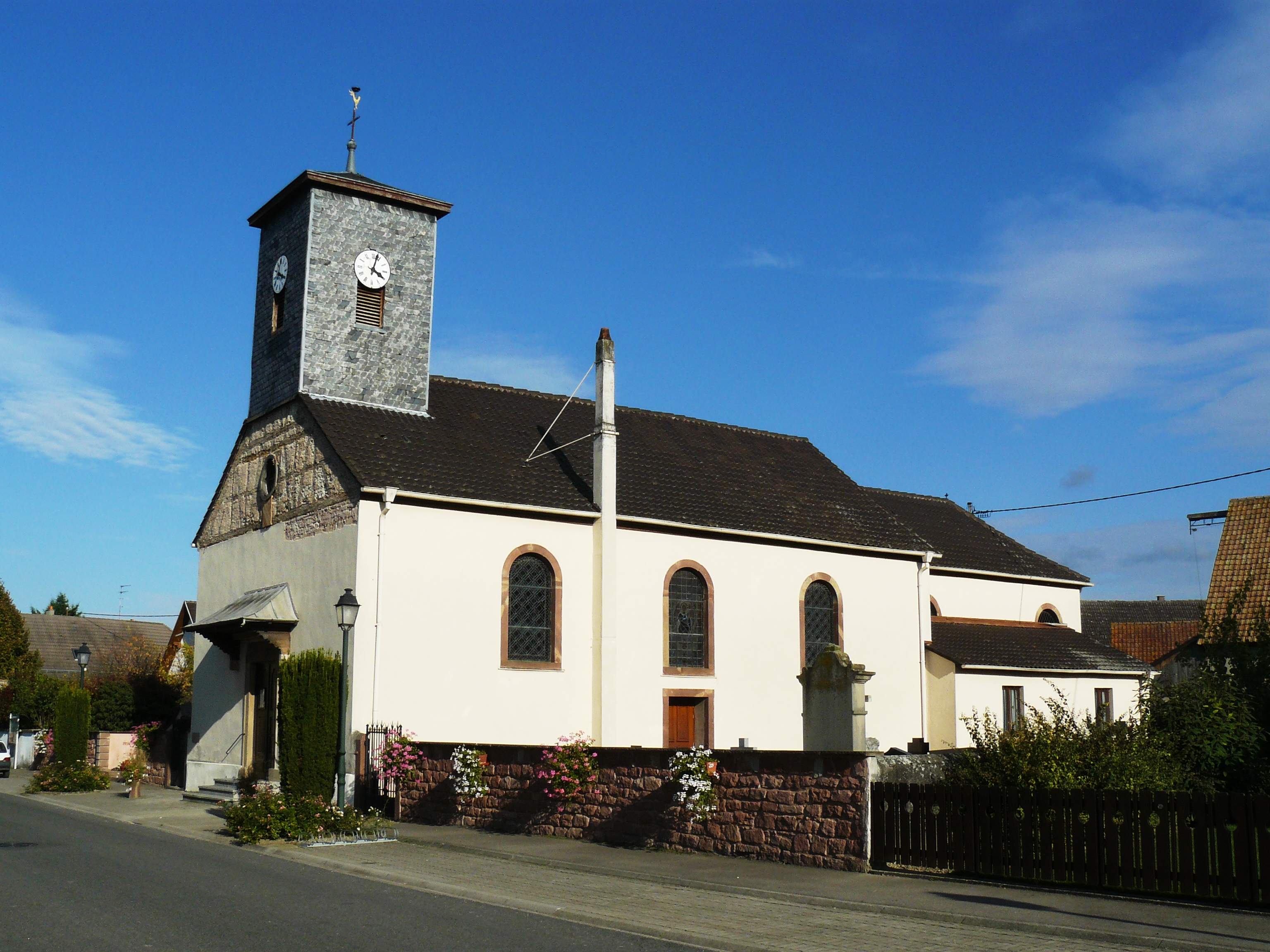
Kirche Saint-Sebastien

## Geschichte
Bœsenbiesen wurde im 14. Jahrhundert als Büssesheim erstmals schriftlich erwähnt. 

## Bevölkerung
| 1962 | 1968 | 1975 | 1982 | 1990 | 1999 | 2006 | 2012 |
| ---- | ---- | ---- | ---- | ---- | ---- | ---- | ---- |
| 222  | 227  | 229  | 237  | 239  | 272  | 296  | 303  |